# Edwardsiana bilirata
Edwardsiana bilirata är en insektsart som beskrevs av Irena Dworakowska 1971. Edwardsiana bilirata ingår i släktet Edwardsiana och familjen dvärgstritar. Inga underarter finns listade i Catalogue of Life.